# Reprezentacja Hiszpanii w hokeju na trawie mężczyzn
Reprezentacja Hiszpanii w hokeju na trawie mężczyzn jest jednym z najsilniejszych zespołów na świecie. Zdobyła w swej historii cztery medale Igrzysk Olimpijskich, trzy medale Mistrza świata, dwa złote medale Mistrzostw Europy (1974, 2005) oraz jeden medal Halowych mistrzostw świata.
Reprezentacja Hiszpanii wielokrotnie startowała w zawodach Champions Trophy, zwyciężając w 2004 roku w Lahore.

## Osiągnięcia

### Igrzyska olimpijskie
- nie wystąpiła - 1908
- nie wystąpiła - 1920
- 5. miejsce - 1928
- nie wystąpiła - 1932
- nie wystąpiła - 1936
- 5. miejsce - 1948
- nie wystąpiła - 1952
- nie wystąpiła - 1956
- 3. miejsce - 1960
- 4. miejsce - 1964
- 6. miejsce - 1968
- 7. miejsce - 1972
- 6. miejsce - 1976
- 2. miejsce - 1980
- 8. miejsce - 1984
- 9. miejsce - 1988
- 5. miejsce - 1992
- 2. miejsce - 1996
- 9. miejsce - 2000
- 4. miejsce - 2004
- 2. miejsce - 2008
- 6. miejsce - 2012
- 5. miejsce - 2016
- 8. miejsce - 2020
- 4. miejsce - 2024

### Mistrzostwa świata
- 2. miejsce - 1971
- 5. miejsce - 1973
- 8. miejsce - 1975
- 5. miejsce - 1978
- 11. miejsce - 1982
- 5. miejsce - 1986
- 8. miejsce - 1990
- 9. miejsce - 1994
- 2. miejsce - 1998
- 11. miejsce - 2002
- 3. miejsce - 2006
- 5. miejsce - 2010
- 8. miejsce - 2014
- 13. miejsce - 2018
- 6. miejsce - 2023

### Mistrzostwa Europy
- 3. miejsce - 1970
- 1. miejsce - 1974
- 4. miejsce - 1978
- 4. miejsce - 1983
- 7. miejsce - 1987
- 5. miejsce - 1991
- 8. miejsce - 1995
- 5. miejsce - 1999
- 2. miejsce - 2003
- 1. miejsce - 2005
- 2. miejsce - 2007
- 4. miejsce - 2009
- 6. miejsce - 2011
- 5. miejsce - 2013
- 6. miejsce - 2015
- 5. miejsce - 2017
- 2. miejsce - 2019
- 5. miejsce - 2021
- 6. miejsce - 2023
- 3. miejsce - 2025

### Halowe mistrzostwa świata
- nie startowała - 2003
- 3. miejsce - 2007
- nie startowała - 2011
- nie startowała - 2015
- nie startowała - 2018
- nie startowała - 2023
- nie startowała - 2025